# Dos a quererse
Dos a quererse es una telenovela argentina escrita por Alberto Migré y realizada con enorme éxito en 1974.
Contó con los protagónicos de Thelma Biral y Claudio García Satur.

## Argumento
En 1963 llega la primera versión de esta novela a la televisión argentina, en la que su protagonista masculino es un profesor secundario.
Los responsables de esa primera versión fueron Martha Argibay, Aldo Barbero, Beatriz Taibo y Atilio Marinelli.
La versión de 1974 protagonizada por Thelma Biral y Claudio García Satur fue un verdadero desafío.
Satur encarna a un profesor enamorado de Thelma Biral, pero separados a causa de las maldades de la sobrina de ella, una joven obsesiva que trata de alejarlos a cualquier precio.
La actriz Marta Albertini saltó a la fama con su personaje de la malvada sobrina de Thelma Biral, que se llamó Betiana.Se emitió por canal 13, todos los martes de 22.00 a 23.30.

## Elenco
- Claudio García Satur. (Prof. Claudio Valle)
- Thelma Biral. (Mariné Jara Guerrico)
- Dorys del Valle (Lidia Valle)
- Fernanda Mistral (Dra. Quesada)
- Marta Albertini. (Betiana Dávila)
- Roberto Osona (Andrés Miró)
- Antonio Grimau.(Tonio)
- María Elena Sagrera. (Fonseca)
- Alicia Zanca. (Nara Achaval)
- Gloria Ugarte
- Mabel Pessen.(Genoveva)
- Virginia Faiad
- Juan José Camero
- Alfredo Duarte
- Dora Ferreyro. (Hilaria)
- Susy Kent. (Anita)
- María Esther Leguizamón. (Josefina)
- Paquita Más. (Mima)
- Alejandro Marcial
- Aimará Bianquet

### Equipo técnico
Autor: Alberto Migre
Vestuario: Guillermo Blanco
Escenografìa: Antón
Iluminación: Jorge Bonanno
Dirección: Roberto Denis - Carlos Berterreix
- Datos: Q2877489